# NGC 382
NGC 382 је елиптична галаксија у сазвежђу Рибе која се налази на NGC листи објеката дубоког неба.
Деклинација објекта је + 32° 24' 12" а ректасцензија 1h 7m 23,9s. Привидна величина (магнитуда) објекта NGC 382 износи 13,2 а фотографска магнитуда 14,2. Налази се на удаљености од 71,983 милиона парсека од Сунца. NGC 382 је још познат и под ознакама UGC 688, MCG 5-3-52, CGCG 501-86, ARP 331, VV 193, 4ZW 38, KCPG 23A, PGC 3981.